# NGC 378
NGC 378 è una galassia a spirale barrata situata nella costellazione dello Scultore a una distanza di 389 milioni di anni luce dal Sistema solare.
Fu scoperta il 28 settembre 1834 da John Herschel.